# Haus Achternberg

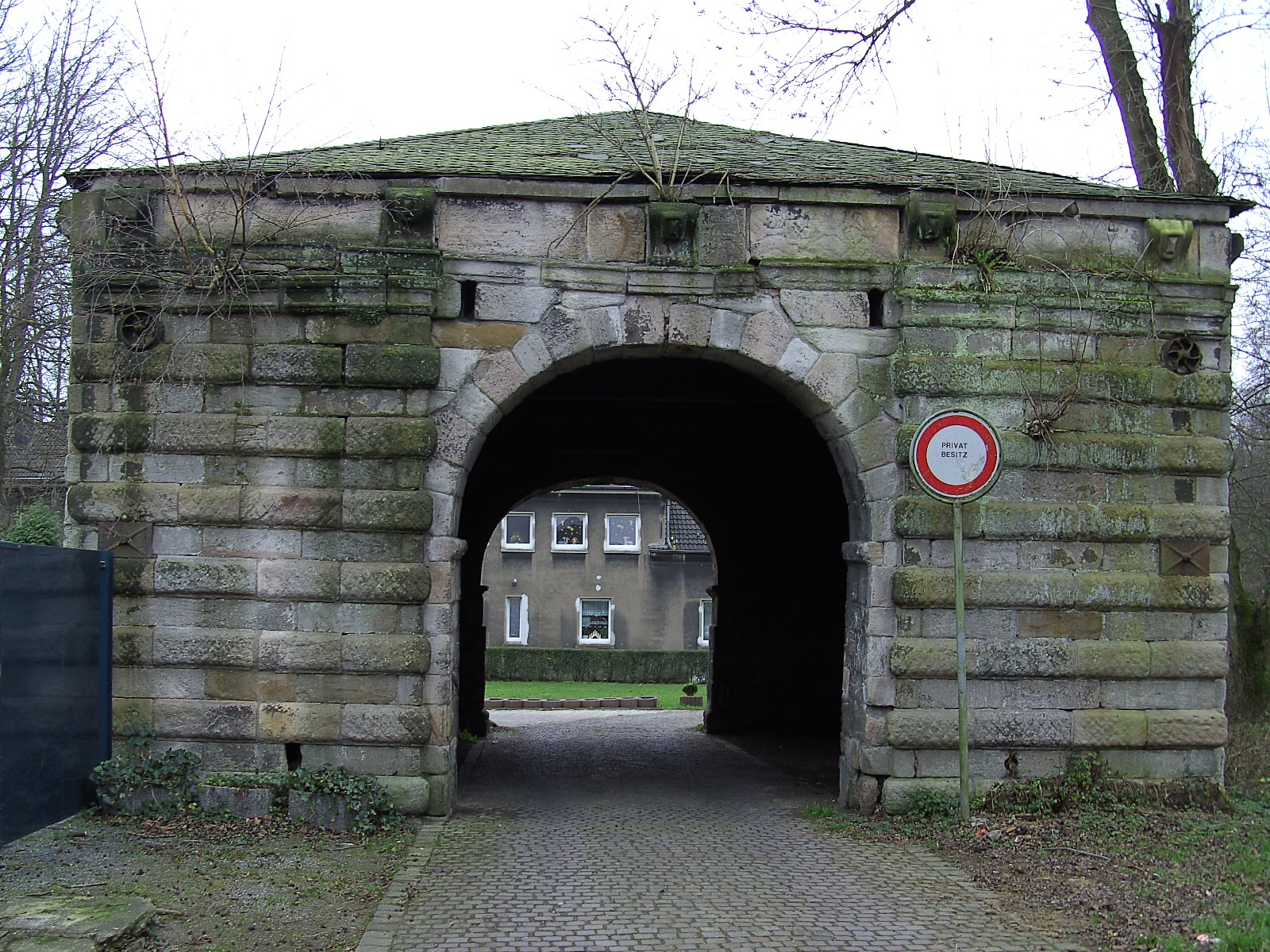
Torhaus des Hauses Achternberg

Das Haus Achternberg ist ein ehemaliges Rittergut im Essener Stadtteil Kray.

## Geschichte
Erste Erwähnungen tauchen im 12. Jahrhundert auf. Um 1300 waren die Herren von Heege Besitzer des Hauses. Die wahrscheinlich zweiteilige Anlage gelangte 1421 in den Besitz der Ritter von Asbeck zu Goor. Im Jahre 1638 ging der Besitz von diesen an Johann Sigismund von Arbeck und zum Hardenberge über. Durch Erbfolge gelangte es dann 1646 an die Familie Wendt von Hardenberg, die 1715 mit dem Gut belehnt wurden. In deren Nachlass existiert eine Aufzeichnung aus dem Jahre 1721, die besagt, dass das Haus Achternberg in schlechtem Zustand sei, und man einen Wiederaufbau anweist.
1750 gab es eine Erbteilung, die zum Verkauf des Hauses an das Essener Canonichenkapitel führte, dass es als Zeitgewinngut an die Eheleute Silberkuhl verpachtete. Dieses Pachtrecht wurde am 23. Dezember 1800 für 24 Jahre auf deren Sohn Peter Silberkuhl und Anna geb. Nettelnbusch übertragen. Nach dieser Zeit wurde das inzwischen auf Preußen übergegangene Gut vererbpachtet. Als Anpächter fand sich am 6. Februar 1824 der Ökonom Christian Nedelmann aus Eckendorf. Es kam aufgrund der Achternbergmühle zur Anfechtung des Vertrags und als Folge zu einem Vergleich und dessen Aufhebung. Es folgte 1827 ein Erbpachtvertrag mit dem Ökonomen Wilhelm Voß aus Steele. Zu dieser Zeit war das Gut 179 Morgen groß. In der Übergabe wurde separat vermerkt, dass die Achternbergmühle laut Vertrag vom 18. November 1800 an den Müller Joseph Rathmann und dessen Ehefrau auf Lebenszeit verpachtet ist. Der Vertrag mit Peter Silberkuhl wurde nach Verlängerung bereits am 24. August 1826 beendet.
Die Gelsenkirchener Bergwerks-AG erwarb das Anwesen im Jahr 1900. Es wurde 1905 durch Feuer zerstört, wobei allein das Torhaus der Hofzufahrt mit einem flachen, pyramidenförmigen Zeltdach, das 2001 saniert wurde, erhalten blieb. Dieses Torhaus wurde im 15. und 16. Jahrhundert im Renaissancestil aus Ruhrsandstein errichtet.

## Charakter
Nach dem Urkataster aus dem Jahre 1821 befanden sich südlich und westlich des Torhauses zwei Gebäudekomplexe. In östlicher Richtung waren größere Gräben, die heute verfüllt sind, aber dennoch durch Absenkungen und durch unterschiedlichen Bodenbewuchs erkennbar sind. Nach Planungsunterlagen aus den Jahren 1803 und 1806 dehnten sich die Grabenanlagen noch weiter in nördliche und südwestliche Richtungen aus.
Verfügbare Planquellen und Inventare erschließen eine ursprünglich aus Hauptburg, Vorburg und zwei Garteninseln bestehende Anlage. Zum Gesamtkomplex gehörten am Ostrand des Hausteichs ein dritter Garten und eine Mühle mit abgetrenntem Mühlenteich (vgl. Beitrag Koopmann 2023)